# Sengelhof
Sengelhof ist ein Gemeindeteil der Gemeinde Buch am Wald im Landkreis Ansbach (Mittelfranken, Bayern). Sengelhof liegt in der Gemarkung Gastenfelden.

## Geografie
Unmittelbar südlich des Weilers befindet sich der Effnerwald, im Osten liegt ein Golfplatz und 0,5 km westlich die Kohlplatte. Die Kreisstraße AN 7 führt nach Schönbronn zur Staatsstraße 2249 (1 km nordöstlich) bzw. nach Neuweiler (1,2 km südwestlich).

## Geschichte
Im 16-Punkte-Bericht des brandenburg-ansbachischen Oberamts Colmberg aus dem Jahr 1608 wurde für Sengelhof ein Hof verzeichnet, der einem Herrn Öffner zu Erlbach freieigen war. Das Hochgericht übte das Vogtamt Colmberg aus. Im 16-Punkte-Bericht des Oberamts Colmberg aus dem Jahr 1681 sind die grundherrschaftlichen Verhältnisse unverändert. Das Hochgericht wurde jedoch von Hohenlohe-Schillingsfürst strittig gemacht und 1710 schließlich durch Vertrag an diese abgetreten.
Im Rahmen des Gemeindeedikts (frühes 19. Jahrhundert) wurde Sengelhof dem Steuerdistrikt und der Ruralgemeinde Gastenfelden zugeordnet. Im Zuge der Gebietsreform in Bayern wurde diese am 1. Januar 1974 nach Buch am Wald eingegliedert.

### Bodendenkmal
- Burgstall. Bei der Flurbereinigung wurde ein Damm entfernt, der wahrscheinlich zum Aufstau eines Flutgrabens um die ebenfalls abgetragene Motte diente.[8]

### Einwohnerentwicklung
| Jahr      | 001818 | 001840 | 001861 | 001871 | 001885 | 001900 | 001925 | 001950 | 001961 | 001970 | 001987 |
| Einwohner | 32     | 24     | 32     | 39     | 25     | 23     | 27     | 30     | 23     | 21     | 23     |
| Häuser    | 5      | 4      |        |        | 5      | 5      | 4      | 4      | 4      |        | 4      |
| Quelle    | [ 10 ] | [ 11 ] | [ 12 ] | [ 13 ] | [ 14 ] | [ 15 ] | [ 16 ] | [ 17 ] | [ 18 ] | [ 19 ] | [ 1 ]  |

## Religion
Die Einwohner evangelisch-lutherischer Konfession waren ursprünglich nach St. Bartholomäus (Diebach) gepfarrt, seit 1821 ist die Pfarrei St. Maria Magdalena (Gastenfelden) zuständig. Die Einwohner römisch-katholischer Konfession sind nach Kreuzerhöhung (Schillingsfürst) gepfarrt.